# Kunstareal München
Kunstareal (v prevodu iz nemščin umetniška četrt) je muzejska četrt v mestnem središču Münchna v Nemčiji.

## Območje umetnosti
Sestavljeno je iz treh galerij "Pinakotek" (Stara pinakoteka, Nova pinakoteka in Pinakoteka Moderne), Gliptoteke, Staatliche Antikensammlungen (oba muzeja sta specializirana za grško in rimsko umetnost), Lenbachhaus, Brandhorstov muzej (zasebna zbirka sodobne umetnosti) in več galerij. Tudi Staatliche Sammlung für chegyptische Kunst (državna zbirka egiptovske umetnosti) je bila leta 2013 preseljena na Kunstareal. Zgodovina muzejev na tem območju Münchna se je začela leta 1816 s postavitvijo Gliptoteke na Königsplatzu in dopolnjena z novo stavbo za egiptovski muzej (2012) in razširitvijo Lenbachhaus (2013).
Blizu Pinakoteke Moderne je neoklasicistična Palais Dürckheim (zgrajena leta 1842–1844) včasih služila kot stavba, namenjena približevanju umetnosti obiskovalcem, ker so bila sosednja Türkentor (1826), vrata porušene kraljeve kasarne, postavljena za razstave začasne sodobne umetnosti. Od leta 2009 poteka razprava o splošnem projektnem načrtu, ki bo zagotovil integracijo različnih muzejskih zgradb in izboljšal dostop do umetnostnega predela iz mestnega jedra.

## Muzeji
Precej monolitna struktura Stare pinakoteke vsebuje zakladnico del evropskih mojstrov med 14. in 18. stoletjem. Zbirka odraža eklektične okuse Wittelsbachov več kot štiri stoletja in je razvrščena po šolah v dveh nadstropjih. Med najpomembnejšimi predstavitvami so Kristusov avtoportret Albrechta Dürerja, njegovi Štirje apostoli, Rafaelove slike Canigianijeva Sveta družina in Madonna Tempi, pa tudi avtoportret Rubens in prva žena Isabella Brant Petra Paula Rubensa in njegova Velika poslednja sodba. V galeriji je ena najobsežnejših kolekcij Rubensa na svetu. Marija z otrokom je edina slika Leonarda da Vincija v nemški galeriji.
Nova pinakoteka je še posebej znana po obsežni zbirki slik impresionizma Pierre-Augusta Renoirja, Édouarda Maneta, Clauda Moneta, Paula Cézanna, Paula Gauguina, Edgarja Degasa, Vincenta van Gogha in mnogih drugih.
Pinakoteka Moderne združuje Bavarsko državno zbirko moderne in sodobne umetnosti, Nacionalno zbirko del na papirju in Muzej za oblikovanje in uporabno umetnost z Münchenskim tehničnim univerzitetnim Muzejem za arhitekturo v eni stavbi in velja za eno najpomembnejših in priljubljenih muzejev moderne umetnosti v Evropi. V njem je dejansko največja zbirka industrijskega oblikovanja. Zbirka del na papirju sega od mojstrovin Albrechta Dürerja, Rembrandta, Michelangela in Leonarda da Vincija do Paul Cézanne, Henrija Matissa, Paula Kleeja in Davida Hockneyja. Je v lasti bližnje Staatliche Graphische Sammlung München, svetovno znane zbirke 400.000 odtisov, gravur in risb iz renesanse. Zbirka sodobne umetnosti ohranja veliko zbirko slik Pabla Picassa, Maxa Beckmanna in slikarjev Die Brücke.
Pred prvo svetovno vojno je skupina umetnikov Der Blaue Reiter (Modri jahač) delala v Münchnu. Veliko njihovih del je zdaj mogoče videti v Lenbachhausu.
Moderni Brandhorstov muzej se osredotoča na delo Andyja Warhola in Cy Twomblyja
V Gliptoteki in Staatliche Antikensammlung (Zbirka državnih starin) je pomembna zbirka grške in rimske umetnosti. Kralj Ludvik I. je uspel pridobiti tako znana delca, kot so Rondaninijeva Meduza, Barberinijev Favn in figure iz Afejinega templja v Ajgini za Gliptoteko. Mednarodno priznana zbirka antične keramike je izjemna. Museum für Abgüsse klassischer Bildwerke prikazuje najbolj znane starogrške in rimske skulpture na svetu kot mavčne odlitke.
Kunstareal je bil še dopolnjen z dokončanjem Staatliche Sammlung für Ägyptische Kunst (Egipčanski muzej). Ta prikazuje eksponate iz vseh obdobij zgodovine starega Egipta, pa tudi reliefe iz Asirije in leva iz Ištarinih vrat Babilona.
V bližini Kunstareala je več naravoslovnih muzejev bavarske države, kot sta Paleontološki muzej, Geološki muzej in Muzej kraljestvo kristalov kot javni del Mineralogische Staatssammlung Muenchen (Bavarska državna zbirka za mineralogijo).